# Kamjanyeci járás
A Kamjanyeci vagy Kamenyeci járás (belarusz nyelven Камянецкі раён, oroszul Каменецкий район) Fehéroroszország Breszti területének legnyugatabbi járása, székhelye Kamjanyec. Területe 1690 km², lakossága 43,3 ezer fő, népsűrűsége 26 fő/km². A járást nyugatról Lengyelország, keletről a Pruzsani, délről a Breszti és a Zsabinkai járás határolja.

## Természetföldrajz
A járás teljes területe a Bug-menti alföld síkvidéke, melyet a Nyugati-Bug mellékfolyója, a Ljasznaja szel át. A Ljasznaja két forrásága (Ljasznaja Pravaja, Ljasznaja Levaja) a járás északi részét borító hatalmas erdőségből, a Belavezsszkaja Puscsából érkezik és Ugljani falu közelében egyesül. A Bug kisebb mellékfolyója Viszokaje környékén a Pulva. A járás legmagasabb pontja 198 m. A januári középhőmérséklet – 4,6 °C, a júliusi 18 °C. Az évi átlagos csapadékmennyiség 535 mm. 

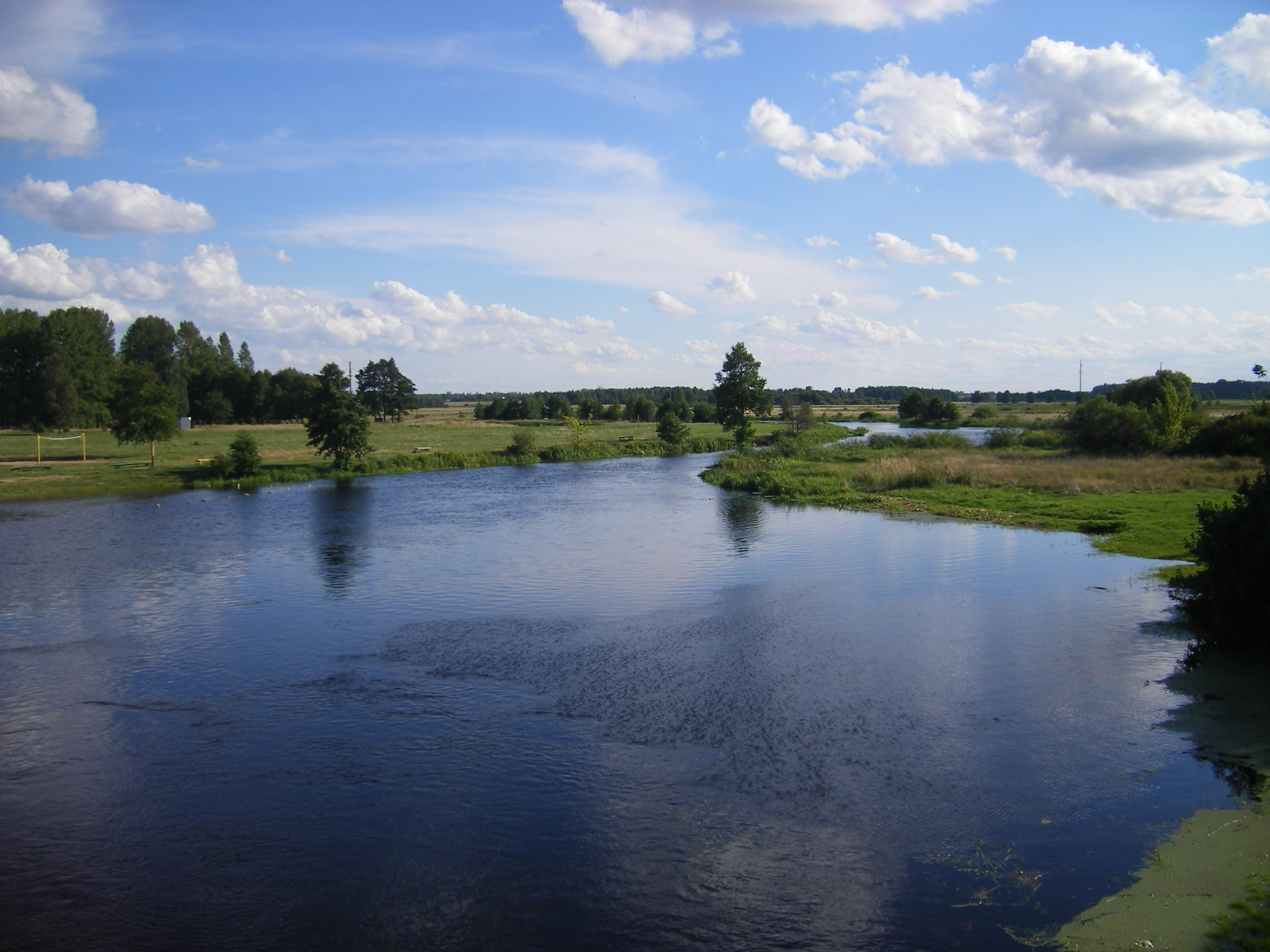
A Ljasznaja folyó Kamjanyec mellett
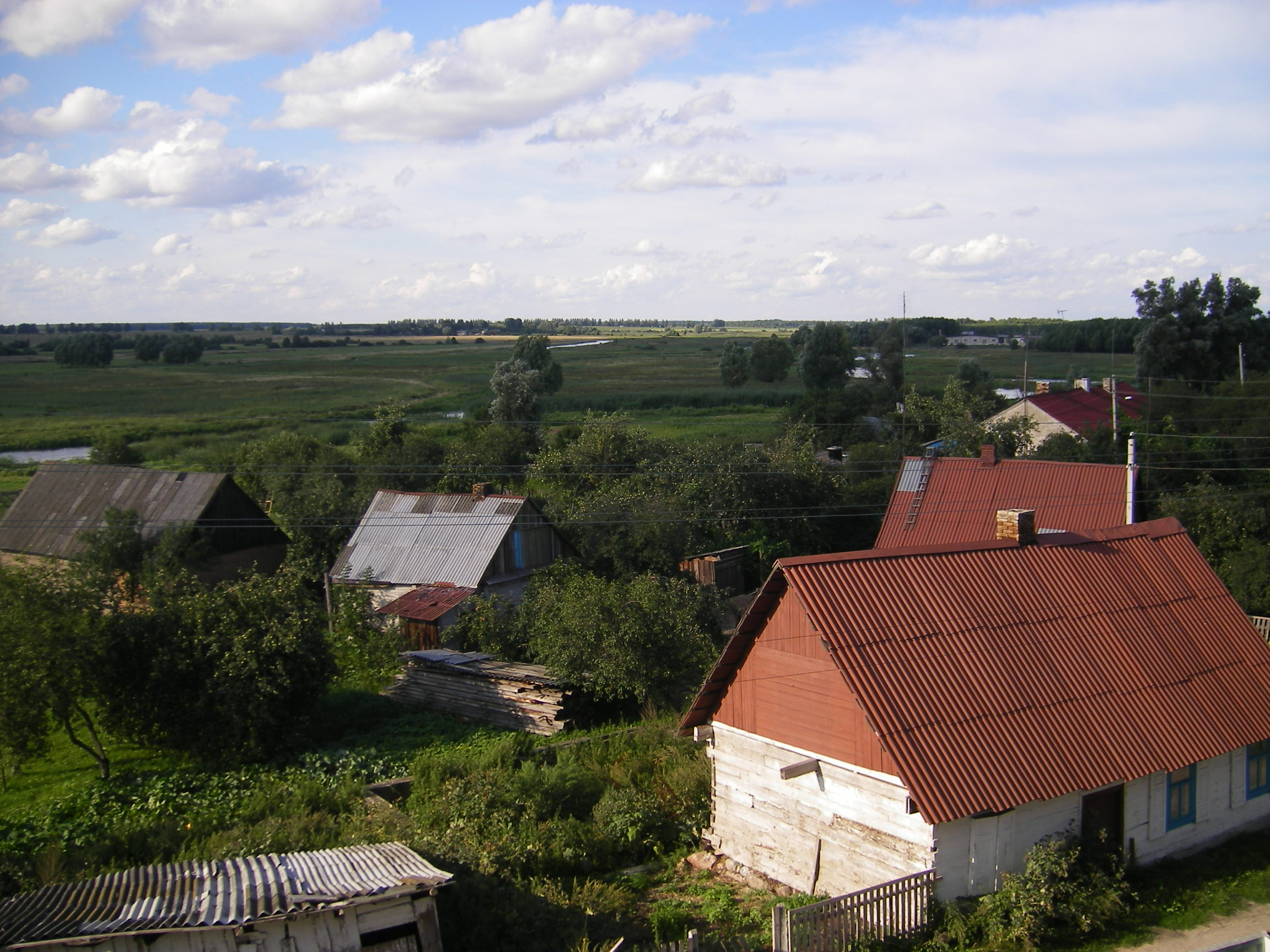
Jellegzetes tájkép a Fehér-toronytól nézve
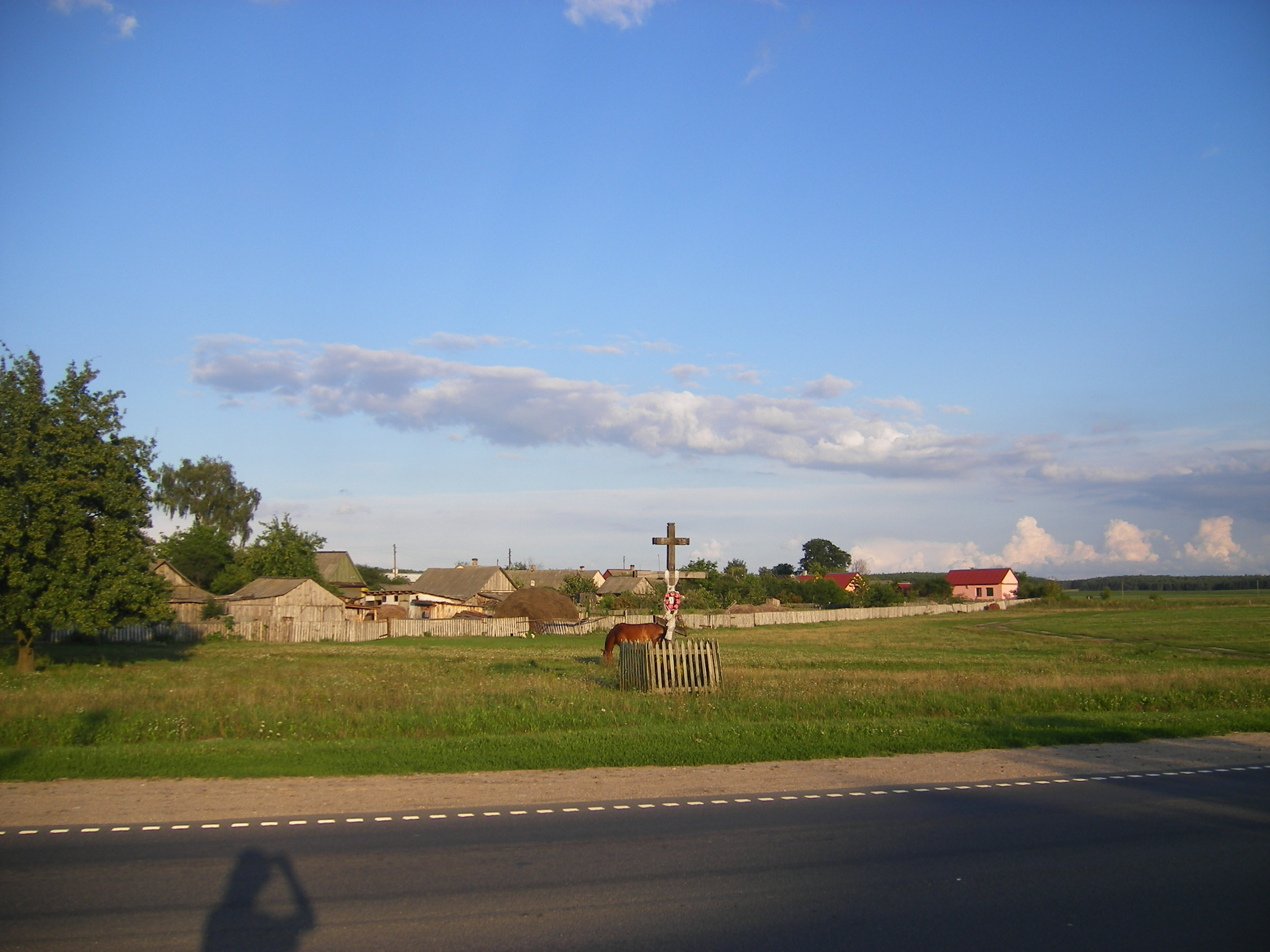
Tájkép Vidomlja falunál

## Közigazgatás, népesség

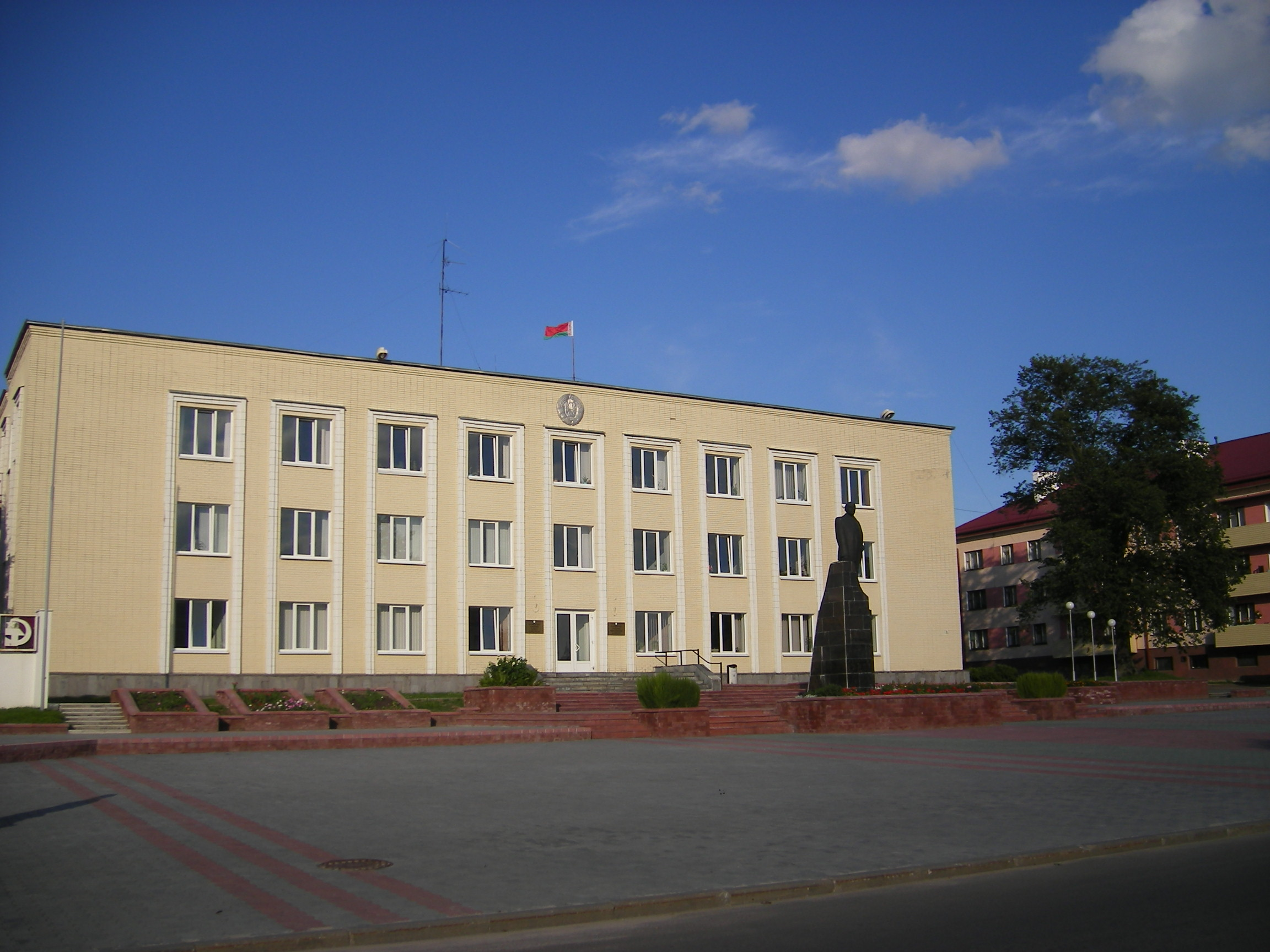
A járási adminisztráció épülete

A járásnak két városa (Kamjanyec, Viszokaje) és 14 községi tanácsa van, ez utóbbiak 232 települést igazgatnak. A községi tanácsok a következő központi településekben találhatóak: Belavezsszkij, Dzmitravicsi, Kalenkovicsi, Kamjanyuki, Novaja Rasznja, Novickovicsi, Ogorodnyiki, Peliscsa, Ratajcsici, Recsica, Vjarhovicsi, Vidamlja, Vojszkaja, Vovcsin. A két városban összesen 14 ezren élnek (a népesség 32%-a). Az 1999-es népszámlálás adatai szerint a lakosság 83,6%-a belarusz; 6,7%-a orosz; 7,7%-a ukrán és 2,2%-a lengyel nemzetiségű. 
A jelentősebb falusi települések: 
- 1000 főnél népesebbek (4): Abjarovscsina, Belavezsszkij, Kamjanyuki, Peliscsa.
- 500-1000 fő (9): Dzmitravicsi, Navaszjolki, Novaja Rasznja, Pahranyicsnaja, Sztavi, Vidamlja, Vjarhovicsi, Vojszkaja, Vovcsin.

## Történelem
A járás területe 1920-1939 között Lengyelország Polesiei vajdaságának Breszti járásához (powiat) tartozott. Miután a terület 1939 szeptemberében a Szovjetunióhoz került; a közigazgatást átszervezték; itt is kialakították a rajon-rendszert, 1940. január 15-én megalakult a Kamjanyeci járás. Mai területe 1962-ben alakult ki, amikor a megszüntetett Viszokojei járás területét is hozzácsatolták. 1983-ban Kamjanyec városi jellegű települést várossá nyilvánították. 

## Gazdaság
A járás gazdasága elsősorban mezőgazdasági-élelmiszeripari jellegű. A járás a terület legfontosabb mezőgazdasági termelői közé tartozik, elsősorban tejtermelő szarvasmarhatartásra szakosodott, de fontos ág a hústermelés, a cukorrépa- és a burgonyatermesztés is. A művelt terület nagysága 825 km², melyből 563 km²-en szántóföldi termelés folyik. Jellemző élelmiszeripari ág a sajtgyártás (évente mintegy 4 ezer tonna), melyet a viszokajei sajtüzem és a breszti tejkombinát kihelyezett kamjanyeci üzeme képvisel. Dvorci faluban a breszti Szanta-Bremor kihelyezett üzeme halfeldolgozással foglalkozik. 
Vjarhovicsiben keményítőgyár üzemel, a fafeldolgozó ipar Kamjanyukiban összpontosul. Minkovicsi környékén homok-, Ljubaskinál tőzegkitermelés folyik. 

### Közlekedés
A járás közútjainak tengelye a Bresztből Kamjanyecen át Kamjanyukiba vezető P83-as; valamint a Bresztet Viszokajéval összekötő P-16-os főút. A járási székhelyet Zsabinkával a P7-es, Pruzsanival a P85-ös út köti össze. A járás nyugati részén keresztülhalad a Breszt–Czeremcha-vasútvonal, mely Peszcsatkánál lépi át a lengyel-fehérorosz határt. Itt közúti határátkelő is üzemel. A járáson keresztülhalad Lengyelország felé a Barátság-kőolajvezeték is.

## Nevezetességek

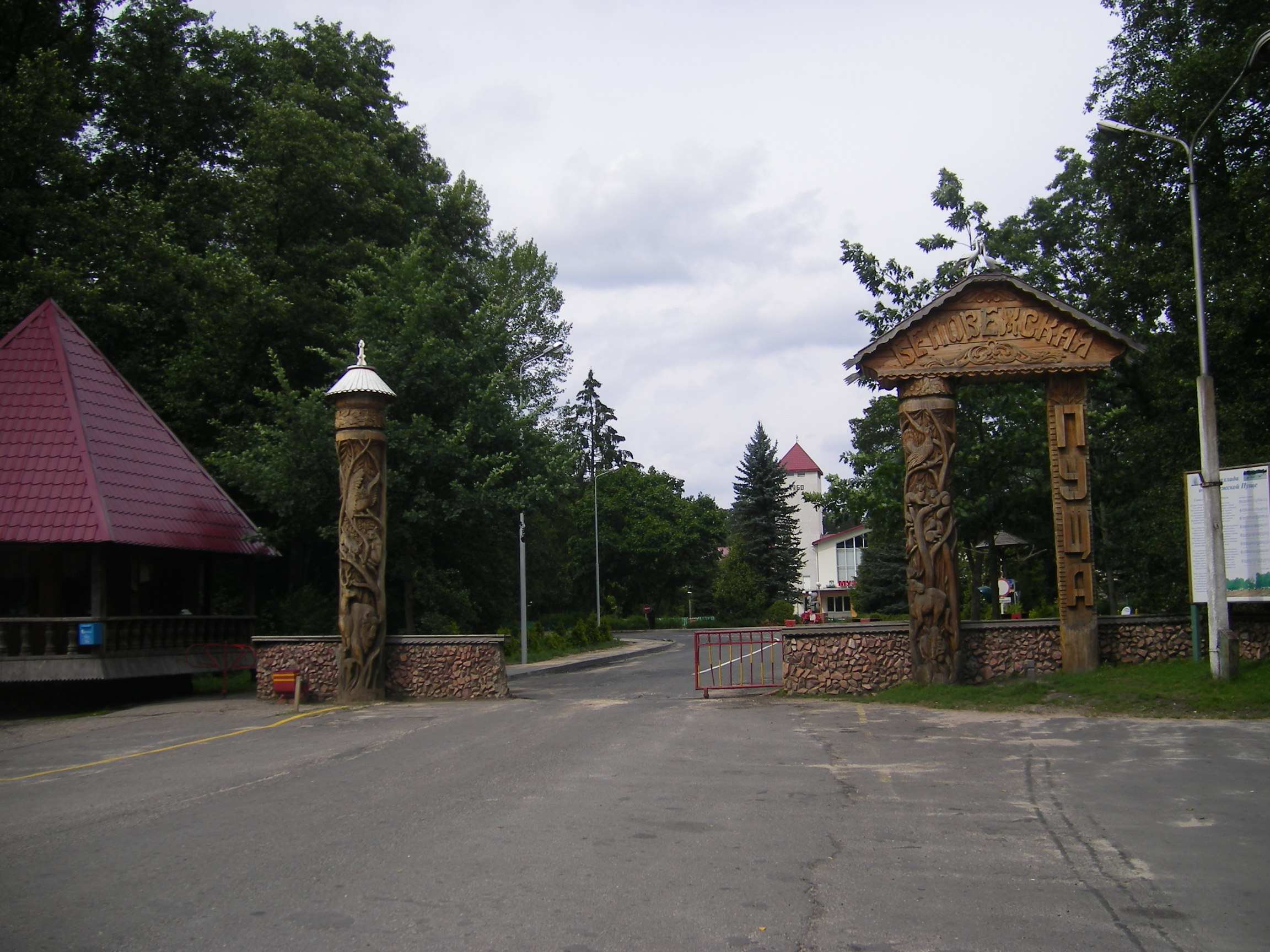
A Belovezsszkaja Puscsa kapuja Kamjanyukiban

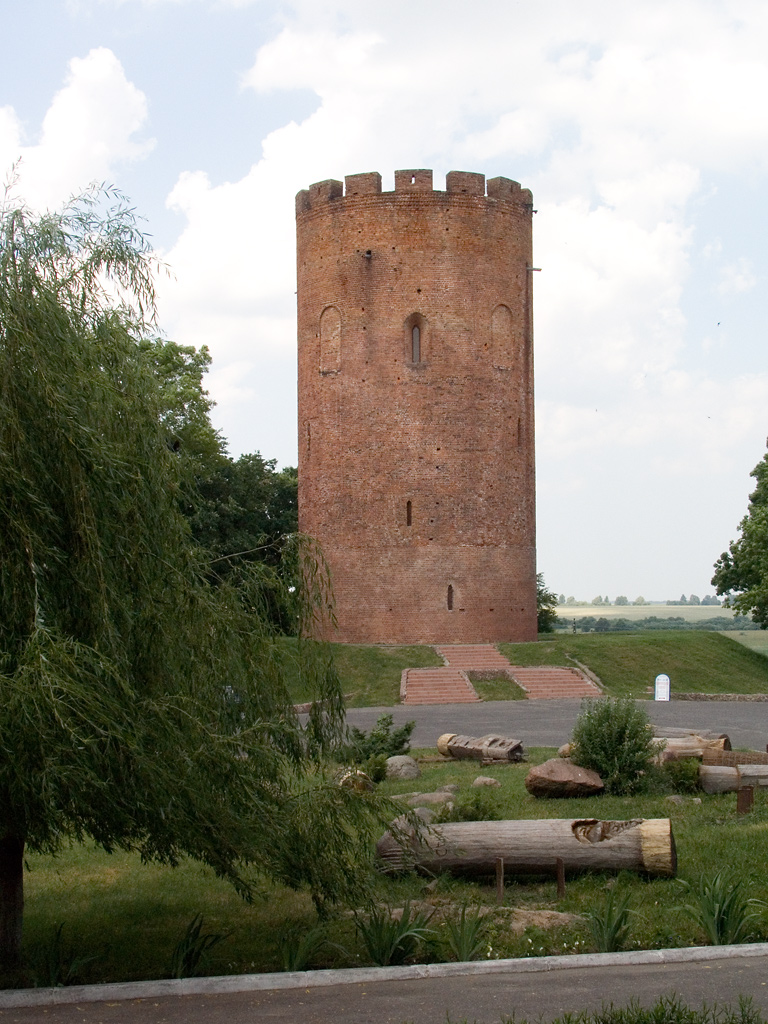
A Fehér torony

A járás legfontosabb idegenforgalmi nevezetességei Kamjanyec városa a 13. századi Fehér toronnyal (Belaja Vezsa), valamint a Belavezsszkaja Puscsa Nemzeti Park, melynek látogatóközpontja Kamjanyuki faluban található. Viszokaje klasszicista kastélyáról és számos 17.-18. századi műemlékéről is nevezetes. Egyéb műemlékek a járásban: 
- Ameljanyec faluban 1925-ben épült Kresztovozdvizsenszkaja-fatemplom.
- Borscsevo faluban 1840-ben épült Szt. Onufrij-templom.
- Dzmitravicsi faluban az 1786-ban épült Szpaszo-Preobrazsenszkaja-templom.
- Gorogyiscse faluban 18. századi fatemplom.
- Gremjacsa faluban a Puzyn-család egykori klasszicista kastélya (ma romos állapotban) parkkal.
- Ingyicsi faluban az 1960-as években elpusztult régi fatemplom helyén 1997-ben emelt Rozsgyesztva Bogorogyici-templom.
- Murini Malije faluban 19. századi Szent Miklós-fatemplom.
- Novaja Rjaszna faluban 1744-ből származó Szt. Anna-fatemplom.
- Nyikolajevo faluban 19. századi Szt. Miklós-fatemplom.
- Ogorodnyiki faluban 19. századi fatemplom.
- Panyikvi faluban 1912-ben épült Uszpenszkaja-fatemplom.
- Peliscsa faluban a Jézus Szíve-templom 1934-ben épült.
- Trosztjanyica faluban az 1877-ben épült Szpaszo-Preobrazsenszkaja-fatemplom.
- Vjarhovicsi faluban két 20. század eleji fatemplom és a régi sörgyár épülete 1908-ból.
- Vojszkaja faluban a Rozsgyesztva Bogorogyici (Istenanya Születése)-fatemplom 1751-1775 között épült.
- Vovcsin faluban az 1733-ban épült Troickij-templomnak már csak a romjai maradtak meg. Itt temették el II. Szaniszló Ágost lengyel királyt. A Szent Miklós-templom 1841-ben épült, a régi vízimalom a 20. század elejéről származik.

## Külső hivatkozások
- Információs honlap térképpel (oroszul)
- Hivatalos honlap Archiválva 2013. július 25-i dátummal a Wayback Machine-ben (oroszul)
- Nevezetességek, látnivalók (oroszul)
- Műemlékek listája (oroszul)